# Černíč
Černíč (en allemand : Tschernitz) est une commune du district de Jihlava, dans la région de Vysočina, en République tchèque. Sa population s'élevait à 125 habitants en 2024.

## Géographie
Černíč se trouve à 7 km au sud de Telč, à 32 km au sud-sud-ouest de Jihlava et à 129 km au sud-est de Prague.
La commune est limitée par Telč et Radkov au nord, par Strachoňovice à l'est, par Hříšice et Dačice au sud, et par Zadní Vydří et Kostelní Myslová à l'ouest.

## Histoire
La première mention écrite de la localité date de 1350.

## Transports
Par la route, Černíč se trouve à 7,5 km de Telč, à 37 km de Jihlava et à 159 km de Prague.